# Rapidolehm

Vorlage:Unternehmen
Die Lausitzer Naturbaustoffe GmbH ist ein deutscher Hersteller ökologischer Baustoffe mit Sitz in Malschwitz in der Lausitz. Das Unternehmen ist auf Produkte aus Lehm spezialisiert, die im Neubau, in der Sanierung und in der Denkmalpflege eingesetzt werden.

## Geschichte
Die Gesellschaft  Lausitzer Naturbaustoffe GmbH wurde 2008 gegründet und betreibt seitdem ihr Werk in Malschwitz. Vorab hat der Inhaber Michael Zähr seit 1996 einen Putz& Stuckateursbetrieb betrieben und begann 1998 sich mit Lehmbaustoffen zu beschäftigen. Ziel war es, Lehmbaustoffe industriell herzustellen und den Verbau an die hydraulischen Baustoffe anzugleichen. Jeder handwerklich Tätige sollte befähigt sein, mit einer handwerklichen Berufsausbildung Lehmbaustoffe verarbeiten zu können. Die Firma vermarktet ihre Produkte unter dem Markennamen „Rapidolehm“.

## Produkte
Zum Sortiment gehören Lehmsteine nach DIN 18945, Lehmmörtel nach DIN 18946, Lehmputze nach DIN 18947 sowie Lehmbauplatten nach DIN 18948  sowie das komplette Programm farbiger Lehmoberflächen. Ergänzend werden Kalkprodukte, Pigmente und Bauzubehör angeboten. Die Produkte werden sowohl im ökologischen Neubau als auch in der Sanierung historischer Gebäude eingesetzt.

## Forschung und Entwicklung
Die Lausitzer Naturbaustoffe GmbH hat mehrere Innovationen im ökologischen Bau initiiert.
Im Jahr 2000 wurde der Universallehmputz eingeführt. Dieses Produkt wurde mittlerweile von mehr als 6 weiteren Firmen übernommen. 
2001 wurde Lehmtrockenspritzen als neue Verfahrensart im Lehmbau eingeführt. Mittels Betontrockenspritzmaschinen aus dem Tunnelbau konnte Lehm mit extrem wenig Wasser und hohen Druck Auf Schalungen oder in Fachwerke über lange Distanzen gespritzt werden. 
Zeitgleich wurde von Rapidolehm der erste Universallehmputz im Silo angeboten. 
2009 folgt die erste Lehmglätte . Dieses Produkt ist an die Kalk und Kunststoffglätten angelehnt.
2015 folgt der Lehmklebe & Armierungsmörtel speziell für Lehmbauplatten und Holzweichfaserplatten.
2017 folgt der Wärmedämmlehm, bestehend aus Lehmen, Tonen und Perliten.
Seit 2020 forscht die Lausitzer Naturbaustoffe GmbH an einer ökologischen gleichwertigen Alternative zu Gipskartonplatten und ist Partner im Forschungsprojekt „RAPIDO-Lehmkartonplatte“, das vom Institut für Baustoffe der TU Dresden begleitet wird. Ziel ist die Entwicklung neuer Lehmkartonplatten für den modernen Trockenbau, welche den Gipskarton oder Gipsfaserplatten ersetzen können.

## Messeauftritte
Das Unternehmen ist regelmäßig auf Fachmessen wie der denkmal Leipzig vertreten, sowie auf der internationalen Baufachmesse BAU München.

## Engagement
Die Firma ist Mitglied im Dachverband Lehm e. V. unterstützt Weiterbildungen sowie den Einsatz ökologischer Baustoffe in der Baupraxis, spendet regelmäßig an Ärzte ohne Grenzen und sponsort mit Lehmbaustoffen Kinder und Jugendeinrichtungen.